# Carlos Martínez (periodista)
Carlos Martínez García (Madrid, 30 de julio de 1964) es un periodista deportivo y narrador español.

## Trayectoria profesional
Comenzó en la Cadena SER como reportero inalámbrico, donde se le comenzó a conocer como "El riguroso Boyé". Permaneció en la emisora de radio hasta 1990, año en el que ficha por Canal+. Nunca tuvo la ilusión de narrar cuando era pequeño, pero una coincidencia le llevó a narrar el Athletic Club - Real Betis del XXVI Trofeo Colombino. José Ángel de la Casa, por aquel entonces jefe del área de Deportes de los Servicios Informativos de Televisión Española, no consiguió el permiso para trabajar con otro medio a tiempo, ya que narraba en Televisión Española y Alfredo Relaño, director de Deportes de Canal+, apostó por Carlos Martínez. Desde ese instante, pasó a tener una mayor importancia en las retransmisiones, formando desde entonces un tandem junto al exfutbolista y comunicador británico Michael Robinson, con quién forjó una amistad inquebrantable (que se mantuvo hasta la muerte del comunicador británico, en 2020), y una de las parejas televisivas más queridas y populares de España. En la actualidad, Martínez continúa con las retransmisiones para Movistar Plus+, pero ahora formando con Julio Maldonado "Maldini" y Álvaro Benito
Entre julio de 2011 y agosto de 2015, fue narrador de los partidos de la Selección de fútbol de España en Carrusel deportivo en la Cadena SER. De esta manera, se incorporaba al equipo formado por Manu Carreño, José Antonio Ponseti y Juanma Ortega, narrando el triunfo de 'la Roja' frente a Italia en la Final de la Eurocopa 2012.
El 23 de agosto de 2015 se hizo cargo de Canal+ Partidazo tras la compra de Canal+ por Telefónica, con el comienzo de la temporada 2015-16 en Primera División. El primer partido que se narró desde esta plataforma fue un Sporting de Gijón - Real Madrid. Un año más tarde, el canal pasó a denominarse Movistar Partidazo. Desde el 1 de agosto de 2016 se hizo cargo de esta nueva plataforma formando equipo de narración junto con Michael Robinson y Julio Maldonado y tras el fallecimiento de Robinson, entre 2020 y 2022, forma equipo con Maldonado, Mónica Marchante, Álvaro Benito y Ricardo Sierra. Desde septiembre de 2022, narra los partidos con José Sanchís, Alba Oliveros, Lluís Izquierdo, Jordi Pons y Héctor Ruiz en LaLiga TV. En 2018 dejó de ser director de Contenidos Deportivos de Movistar Plus+ para ser únicamente narrador del Partidazo.
Desde 2018 narra además, los partidos de la Liga de Campeones de la UEFA para Liga de Campeones por M+. También es presentador de Noticias de Vamos por M+, canal de Movistar Plus+. Con anterioridad, y en esta misma cadena, presentó y presenta en la actualidad,el programa El día después, un programa de fútbol que repasa la jornada de ese mismo fin de semana.

### Doblaje de videojuegos
En 1998 comenzó como doblador de videojuegos de fútbol sustituyendo a Chus del Río en PC Fútbol 7.0. Siguió apareciendo en las dos ediciones posteriores, PC Fútbol 2000 y PC Fútbol 2001. En estas ediciones se introdujeron nuevos comentarios realizados por Carlos Martínez. 
Desde 2009, aparece junto con Julio Maldonado en la serie Pro Evolution Soccer. El primer juego de la saga en el que participó fue Pro Evolution Soccer 2010. Esta edición recibió muchas críticas debido a que los comentarios se escuchaban muchas veces a destiempo de la propia jugada. En siguientes ediciones, se grabaron más comentarios para hacer más completa la narración.